# エロス・リッチョ
エロス・リッチョ（イタリア語: Eros Riccio、1977年12月1日 - ）はイタリアのチェス選手。
トスカーナ州ルッカ出身。通信チェスのグランドマスター（通信チェスGM）であるが、多くのトーナメントで優勝したアドバンスト・チェスのチャンピオンとして主に知られている。